# Eagle (Michigan)
Eagle – wieś w Stanach Zjednoczonych, w stanie Michigan, w hrabstwie Clinton.